# Голухув (Свентокшиське воєводство)
Голухув (пол. Gołuchów) — село в Польщі, у гміні Кіє Піньчовського повіту Свентокшиського воєводства.
Населення — 234 особи (2011).
У 1975-1998 роках село належало до Келецького воєводства.

## Демографія
Демографічна структура на день 31 березня 2011 року:
|          | Загалом | Допрацездатний вік | Працездатний вік | Постпрацездатний вік |
| -------- | ------- | ------------------ | ---------------- | -------------------- |
| Чоловіки | 120     | 19                 | 79               | 22                   |
| Жінки    | 114     | 22                 | 60               | 32                   |
| Разом    | 234     | 41                 | 139              | 54                   |